# Air Moravia
Air Moravia spol. s.r.o. byla česká charterová letecká společnost, založená družstvem JZD Slušovice. Provozovala lety především do prázdninových destinací v Středomoří. Byla založena v červnu 1991 a sídlila v Praze. Zanikla v roce 1996.

## Flotila
Flotila Air Moravia se v průběhu let skládala z následujících letadel, seznam nemusí být kompletní:
| Letadlo          | Imatrikulace | Sériové číslo | Výroba | Zařazení        | Vyřazení           | Poznámky                                                                    | Reference     |
| ---------------- | ------------ | ------------- | ------ | --------------- | ------------------ | --------------------------------------------------------------------------- | ------------- |
| Let L-410        | OK-UDS       | 892321        |        | 1993            | květen 1994        | Pozdější provozovatel Egretta BMI                                           | [ 2 ] [ 3 ]   |
| Let L-410        | OK-RDA       | 861813        |        | 1991 ?          | květen 1991        | Pronájem od JZD Slušovice                                                   | [ 4 ] [ 5 ]   |
| Tupolev Tu-154B2 | RA-85472     | 81A472        |        | 20. března 1995 | 20. dubna 1996     | Předchozí provozovatel Aeroflot, pozdější Air Samara, sešrotován 1996       | [ 6 ]         |
| Tupolev Tu-154M  | ES-LTR       | 91A896        | 1992   |                 |                    | Pronajmut od estonské aerolinie ELK Estonian, sešrotován 1999               | [ 7 ] [ 8 ]   |
| Tupolev Tu-154M  | ES-LTP       | 92A909        | 1992   | 10. června 1995 | 12. listopadu 1995 | Pronajmut od estonské aerolinie ELK Estonian, v dubnu 2017 u UTAir Aviation | [ 9 ]         |
| Iljušin Il-62M   | OK-OBL       | 4445032       | 1984   | prosinec 1991   | červen 1992        | Pronajmut od ČSA, sešrotován 2001 S nápisem Eismann u vstupních dveří       | [ 11 ] [ 12 ] |